# اکسی‌سولفید گادولینیم
اکسی‌سولفید گادولینیم (به انگلیسی: Gadolinium oxysulfide) با فرمول شیمیایی Gd۲O۲S یک ترکیب شیمیایی است. که جرم مولی آن ۳۷۸٫۵۶۳۸ g/mol می‌باشد. شکل ظاهری این ترکیب، پودر سفید بی‌بو است.